# Ekard Lind
Ekard Lind (* 3. Februar 1945 in Lienz, Osttirol, als Ekkehard Reiser) ist ein österreichischer Gitarrist und Hundetrainer.

## Musiker
Lind lehrte 25 Jahre an Hochschulen in Salzburg und Stuttgart. Als Gitarrensolist der Klassischen Gitarre bereiste er die Welt. Nach einer Handverletzung, die seine künstlerische Tätigkeit beendete, verlegte er sich auf das Veröffentlichen von Kompositionen, er schrieb Fachartikel und Lehrbücher rund um die Gitarre.
Für ein ergonomisches Gitarrespiel entwickelte er eine spezielle Halterung, das „Lind-Stativ“.
Ekard Lind erhielt für seine pädagogischen, wissenschaftlichen und künstlerischen Tätigkeiten vom Bundespräsidenten Österreichs, von der Hochschule Mozarteum Salzburg und vom Landeshauptmann des Landes Salzburg den Berufstitel Professor für zwei seiner wissenschaftlichen Arbeiten die internationale Bedeutung erfuhren: „Die Haltung des Gitarristen“ und Kindergitarrengrößen „Lind - EGTA - Mensurgliederung“.

## Hundeausbildung
Heute ist Lind eher bekannt aus seiner Tätigkeit im Bereich der Hundeausbildung. Er veröffentlichte Fach- und Lehrbücher, bekannte Titel sind „Richtig Spielen mit Hunden“, „Hunde spielend motivieren“, „TEAM-dance“ und „Mensch-Hund-Harmonie – Unterordnung auf neue Art“.

## Werke

### Bücher
- Bewegungsausgleich für Musiker : Übungen gegen Haltungsbelastungen. Österreichischer Bundesverlag, Wien 1983, ISBN 3-215-05128-1
- Die Haltung des Gitarristen Katzbichler; München u Salzburg 1984, ISBN 3-87397-477-0

- Hunde spielend motivieren . Naturbuch-Verlag, Augsburg 
  - Bd. 1: Vertrauen schaffen, spielerisch ausbilden, fordern und motivieren. 1997, ISBN 3-89440-254-7
  - Bd. 2: Praktische Anleitungen, neue Spielideen. 1998, ISBN 3-89440-289-X
- Lind-art Team dance. Tanz mit dem Hund: Faszination gemeinsamer Bewegung. Gräfe und Unzer, München 1999, ISBN 3-7742-3151-6
- Mensch-Hund-Harmonie. Unterordnung auf neue Art. Gräfe und Unzer, München 2000, ISBN 3-7742-1007-1
- Team-Balance. Vorbereitungsstufe für Hunde-Erziehung, -Sport und -Ausbildung. Gräfe und Unzer, München 2001, ISBN 3-7742-5385-4
- Mensch-Hund-Harmonie. Lind-art; Mit Spiel und Motivation zum lernfreudigen Hund. Kosmos, Stuttgart 2003, ISBN 3-440-09703-X
- Richtig spielen mit Hunden. Kosmos, Stuttgart 2004, ISBN 3-440-09786-2
- Lind-art Team-Sport, Team dance. Prüfungsordnung Stufe 1. Ratfels, Seekirchen 2004, ISBN 3-9501865-0-6